# Harmsdorf (Lauenburgo)
Harmsdorf é um município da Alemanha localizado no distrito de Lauenburgo, estado de Schleswig-Holstein.
Pertence ao Amt de Lauenburgische Seen.